# Баранове (Березівський район)
Бара́нове — село Іванівської селищної громади Березівського району Одеської області в Україні. Населення становить 563 осіб.

## Історія

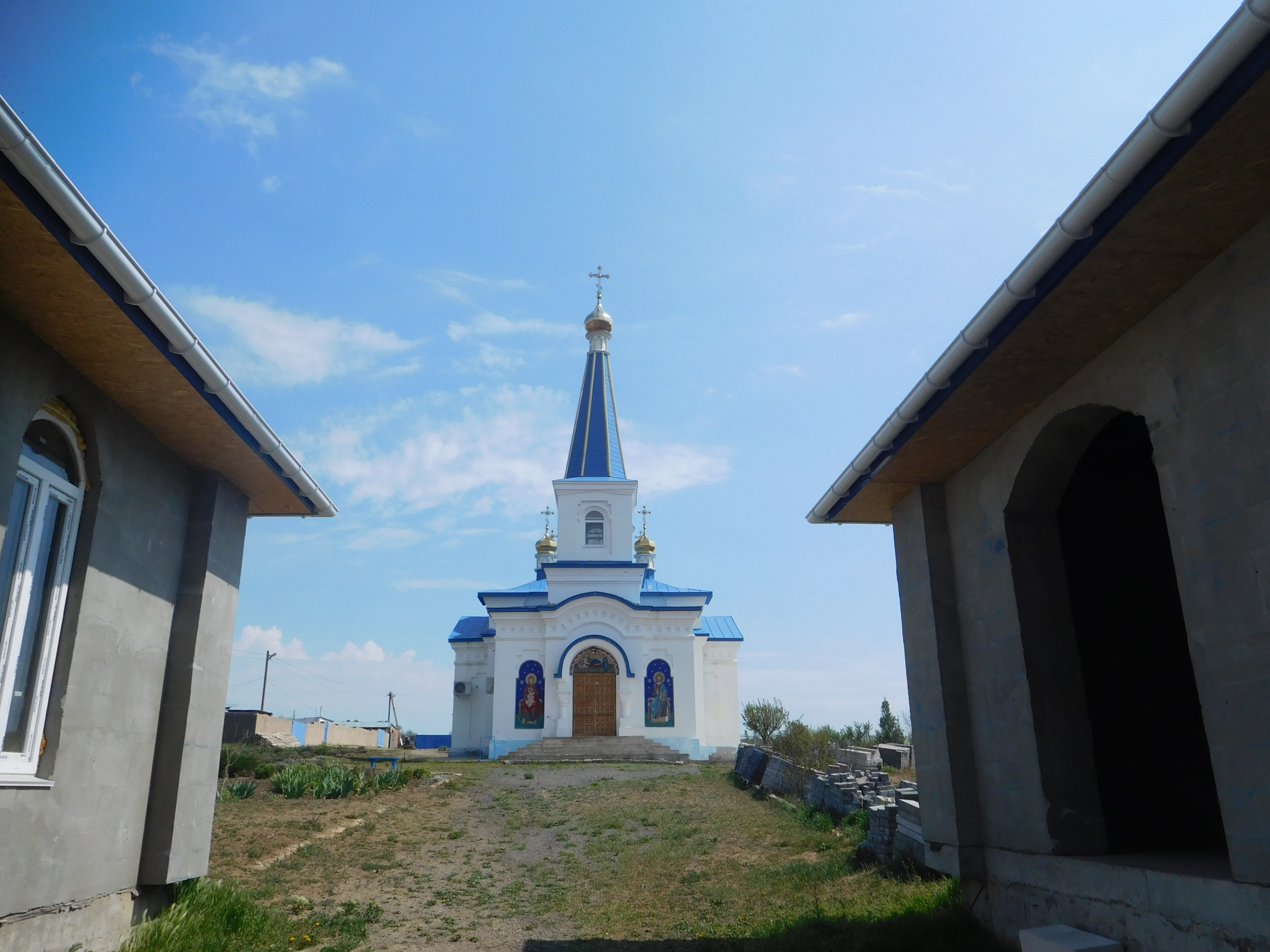
Церква Різдва Богородиці

Станом на 1886 у селі Більчанської волості Одеського повіту Херсонської губернії, мешкало 200 осіб, налічувалось 54 дворових господарства, існували православна церква, школа, паровий млин та лавка.

## Населення
Згідно з переписом 1989 року населення села становило 540 осіб, з яких 241 чоловік та 299 жінок.
За переписом населення 2001 року в селі мешкала 561 особа.

### Мова
Розподіл населення за рідною мовою за даними перепису 2001 року:
| Мова       | Відсоток |
| ---------- | -------- |
| українська | 94,14 %  |
| російська  | 4,09 %   |
| румунська  | 1,42 %   |
| болгарська | 0,36 %   |

## Примітки

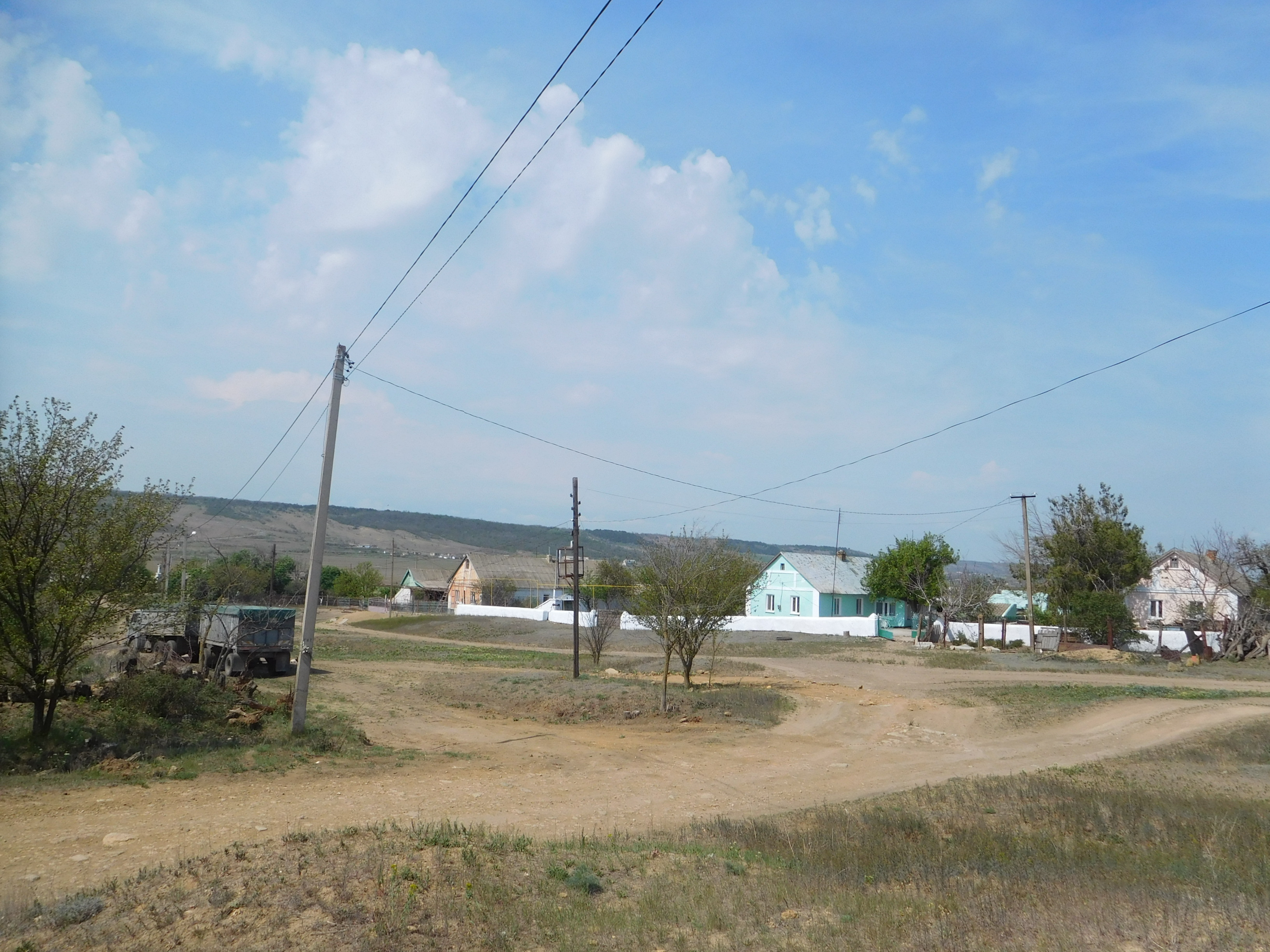
Вулиця села